# Décès en 1400
Pour un article plus général, voir 1400.
Décès
- 1396
- 1397
- 1398
- 1399
- 1400
- 1401
- 1402
- 1403
- 1404

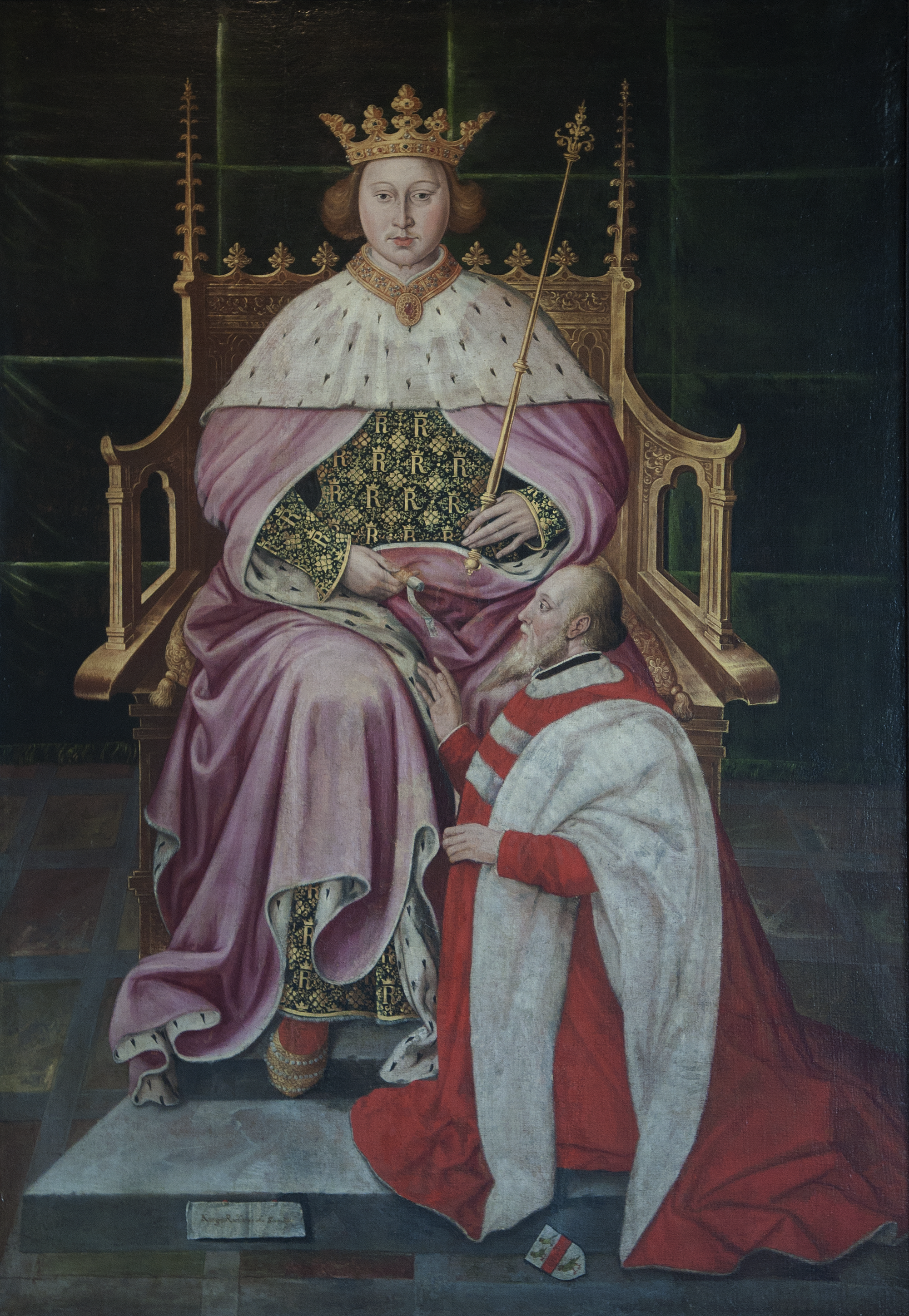
Richard II, mort en 1400.

Cette page dresse une liste de personnalités mortes au cours de l'année 1400 :
- janvier : Ralph de Lumley (en), premier baron Lumley
- 5 janvier : John Montagu,
- 7 janvier : Thomas Holland
- 13 janvier : Thomas le Despenser, 2e baron le Despenser puis 1er comte de Gloucester.
- 16 janvier : Jean Holland, comte de Huntingdon, duc d'Exeter.
- 17 janvier : Ōuchi Yoshihiro, chef de clan japonais samouraï et chef militaire de l'époque de Muromachi.
- 5 février : Bernard Brocas (en), chevalier anglais.
- 14 février : Richard II, duc de Cornouailles, huitième roi d’Angleterre.
- 15 février : Aubrey de Vere
- 25 mars : Florens Radewyns, cofondateur des Frères de la vie commune.
- 20 avril : Onorato I Caetani (en), noble italien.
- 21 avril : John Wittlebury (en), membre du parlement anglais.
- 22 ou 23 avril : Sweder d'Abcoude, conseiller de Jeanne de Brabant et commanditaire de l'assassinat d'Éverard t'Serclaes.
- 6 mai : Louis d'Évreux, comte d'Étampes.
- 7 mai : Balde de Ubaldis, juriste italien.
- 21 mai : John Bourchier (en), soldat et diplomate.
- 5 juin : Frédéric Ier de Brunswick-Wolfenbüttel, duc de Brunswick-Lunebourg et prince de Wolfenbüttel.
- 13 juin, Kujō Tsunenori, régent kanpaku.
- 17 juin : Jan z Jenštejna, archevêque de Prague.
- 16 août : Bureau de La Rivière, grand chambellan de Charles V le Sage et de Charles VI le Bien-Aimé.
- 25 octobre : Geoffrey Chaucer, poète anglais, à l’abbaye de Westminster (né v. 1343), auteur des Contes de Canterbury.
- 7 novembre : Jofré de Boïl, cardinal espagnol.
- 9 novembre : Gerhard von Schwarzburg, évêque de Naumbourg.
- 23 novembre : Antonio Venier, 62e doge de Venise.
- 25 novembre : Tarabya, roi d'Ava.
- 1er décembre : John Bouland (en)
- 20 décembre : Nicolas de Tholon, prélat français, évêque de Coutances puis d'Autun.
- 24 décembre : Archibald Douglas

- Alexander de Balscot (en), religieux et Lord grand trésorier d’Irlande.
- Thomas Blunt
- William Bottlesham (en)
- Geoffrey Chaucer, écrivain et poète anglais.
- Ralph Cheyne (en)
- Danilo III (en), patriarche.
- Dimitri de Goraj (en)
- Élisabeth de Moravie (en)
- Ralph Ergham (en), évêque de Salisbury.
- Martinus Fabri, compositeur des anciens Pays-Bas.
- Guillaume de Hamal, seigneur d'Elderen.
- Walter Clopton (en) avocat anglais et chef de la Justice à la cour du banc du roi.
- Luo Guanzhong, écrivain chinois.
- Nefise Hatun, sultan turc.
- William Holyngbroke (en), homme politique anglais.
- Jefrem (patriarche) (en), patriarche de l'Église orthodoxe serbe.
- Catherine de Bavière (en)
- Kamal Khujandi (en), Soufi Perse.
- Maghan III, mansa de l'empire du Mali.
- Robert Marney (en)
- Moon Ik-chum (en), politique de la dynastie Goryeo.
- Nijō Morotsugu, noble de cour japonais.
- James Nash (en), homme politique anglais.
- Jean d'Outremeuse, écrivain liégeois.
- Pierre Perrat, architecte et maître d'œuvre médiéval.
- Narayana Pandit (en), mathématicien.
- Robert Peck (en), homme politique anglais.
- James Peckham (en), homme politique anglais.
- Alice Perrers, maîtresse du roi Édouard III
- Pierre d'Aragon, héritier de Sicile.
- Pietro Pileo di Prata, cardinal de Ravenne.
- Bernardino II da Polenta, seigneur de Ravenne.
- Thomas Pope (en), homme politique anglais.
- Richard Postell (en)
- Richarde-Catherine de Suède, princesse de Suède.
- John Roches (en), homme politique anglais.
- John Rodney (en), homme politique anglais.
- Henry Sinclair, comte d'Orkney, baron de Rosslyn et seigneur de Shetland.
- Brian Sreamhach Ua Briain, roi de Thomond.
- Swasawke, deuxième souverain du royaume d'Ava, en Haute-Birmanie.
- Urduja, princesse.
- Henri Yevele, maître maçon en Angleterre.

## Crédit d'auteurs
- Cet article est partiellement ou en totalité issu de l'article intitulé « 1400 » (voir la liste des auteurs).